# Лаошан
Лаошан (на китайски: 老上; на пинин: Lǎoshàng) е шанюй на хунну, управлявал в периода 174 – 161 пр.н.е.

## Живот
Той е син и наследник на шанюя Маодун, който създава централизираната държава на хунну. Лаошан продължава неговата политика на налагане на хегемония в степните области. През 162 година пр.н.е. нанася поредно поражение на юеджи, след което основната част от тях се изселват на запад в Седморечието, а останалите – в планините на юг, където се установяват сред местния народ цян. По този начин хунну установяват контрол над областта Хъси.